# Groupe H des éliminatoires de la zone Afrique de la Coupe du monde de football 2022
Navigation
Groupe G Groupe I
Le groupe H des éliminatoires de la Coupe du monde 2022 est composé du Congo, de la Namibie, du Sénégal et du Togo.
Le Sénégal s'assure de la première place du groupe dès la quatrième journée et se qualifie ainsi pour le troisième tour de ces éliminatoires.

## Tirage au sort
Le tirage au sort du deuxième tour a eu lieu le 21 janvier 2020, au Nile Ritz-Carlton au Caire, en Égypte. 
Les 40 sélections africaines qualifiées pour ce deuxième tour sont classées dans quatre chapeaux selon le classement mondial de la FIFA de décembre 2019.
Le tirage au sort désigne les équipes suivantes dans le groupe H :
- Chapeau 1 : Sénégal (20e du classement FIFA)
- Chapeau 2 : Congo (89e)
- Chapeau 3 : Namibie (117e)
- Chapeau 4 : Togo (126e)

Le Togo s'était qualifié en éliminant les Comores (1-1 ; 2-0) au premier tour. Les trois autres équipes ont été qualifiées directement pour le deuxième tour.

## Classement
| Rang | Équipe  | Pts | J | G | N | P | Bp | Bc | Diff |  | Résultats (▼ dom., ► ext.) |     |     |     |     |
| ---- | ------- | --- | - | - | - | - | -- | -- | ---- |  | -------------------------- | --- | --- | --- | --- |
| 1    | Sénégal | 16  | 6 | 5 | 1 | 0 | 15 | 4  | +11  |  | Sénégal                    |     | 2-0 | 4-1 | 2-0 |
| 2    | Togo    | 8   | 6 | 2 | 2 | 2 | 5  | 6  | -1   |  | Togo                       | 1-1 |     | 0-1 | 1-1 |
| 3    | Namibie | 5   | 6 | 1 | 2 | 3 | 5  | 10 | -5   |  | Namibie                    | 1-3 | 0-1 |     | 1-1 |
| 4    | Congo   | 3   | 6 | 0 | 3 | 3 | 5  | 10 | -5   |  | Congo                      | 1-3 | 1-2 | 1-1 |     |

## Résultats

### Première journée
| 1er septembre 2021 | Sénégal | 2 - 0   | Togo | Stade Lat-Dior, Thiès   |                         |
| 16h00 UTC          | Mané 56e · A. Diallo 81e | (0 - 0) | | Arbitrage : Sadok Selmi | Arbitrage : Sadok Selmi |
| 16h00 UTC          | | Rapport | 79e Tchoutchoui · | Arbitrage : Sadok Selmi | Arbitrage : Sadok Selmi |
| 16h00 UTC          | É. Mendy - Ciss, Koulibaly , Mbaye (Baldé, 73e), A. Diallo - Gueye, Kouyaté (D. Lopy, 72e), Mané, P. Sarr (H. Diallo, 73e), I. Sarr (Ballo-Touré, 88e) - Dia (Sima, 82e) | Équipes | Barcola - Agbozo, Nadjombe (Placca, 64e), Tchoutchoui, Dakonam , Olufade - Henen (Denkey, 80e), Sunu (Tchakei, 57e), Aholou (Nya-Vedji, 57e), Eninful - Laba | Arbitrage : Sadok Selmi | Arbitrage : Sadok Selmi |

| 2 septembre 2021 | Namibie | 1 - 1   | Congo | Orlando Stadium, Johannesbourg (Afrique du Sud) |                                   |
| 16h00            | Hambira 24e | (1 - 0) | 57e Mbenza | Arbitrage : Andofetra Rakotojaona               | Arbitrage : Andofetra Rakotojaona |
| 16h00            | Fredericks 52e | Rapport | 67e Tsouka · 82e Ganvoula · | Arbitrage : Andofetra Rakotojaona               | Arbitrage : Andofetra Rakotojaona |
| 16h00            | Kazapua - Hanamub, Hambira, Kamberipa - Hoaseb, Hotto, Stephanus (Fredericks 46e), Kamatuka (Kambindu 65e), Handura (Gome 46e) - Shalulile | Équipes | Mafoumbi - Rozan, Tsouka, Bitsindou, Mazikou - Mbemba, Mabella (Mboungou 46e), Makouta (Mbenza 46e), Makoumbou (Ossété 62e), Tchibota (Makouana 55e) - Ganvoula | Arbitrage : Andofetra Rakotojaona               | Arbitrage : Andofetra Rakotojaona |

### Deuxième journée
| 5 septembre 2021 | Togo                       | 0 - 1   | Namibie                                   | Stade de Kégué, Lomé              |                                   |
| 16h00            |                            | (0 - 0) | 53e Kambindu                              | Arbitrage : Omar Abdulkadir Artan | Arbitrage : Omar Abdulkadir Artan |
| 16h00            | Youssifou 41e · Moussa 47e | Rapport | 43e Stephanus · 84e Kazapua · 90+3e Hotto | Arbitrage : Omar Abdulkadir Artan | Arbitrage : Omar Abdulkadir Artan |

| 7 septembre 2021 | Congo | 1 - 3   | Sénégal | Stade Alphonse-Massamba-Débat, Brazzaville |                                |
| 16h00            | Ganvoula 45+2e (pen.) | (1 - 1) | 27e Dia · 82e Sarr · 87e (pen.) Mané | Arbitrage : Mohamed Ali Moussa             | Arbitrage : Mohamed Ali Moussa |
| 16h00            | Mazikou 10e · Kibamba 72e · Makouta 78e · Mafoumbi 85e                                                                                                  | Rapport | 12e Ballo-Touré · 36e Mané · 45e Mbaye · 45+1e Koulibaly · | Arbitrage : Mohamed Ali Moussa             | Arbitrage : Mohamed Ali Moussa |
| 16h00            | Mafoumbi - Kibamba, Rozan, Tsouka, , Mazikou - Saint-Louis (Mbenza 87e), Makouta, Avounou - Ganvoula (Bahamboula 87e), Ndockyt (Tchibota 74e), Mboungou | Équipes | É. Mendy - Koulibaly , Ballo-Touré (Ciss 62e), Mbaye (Baldé 92e), A. Diallo - Gueye, Mané, Sima (Diatta 62e), J. Lopy (Name 92e), I. Sarr - Dia (Diedhiou 74e) | Arbitrage : Mohamed Ali Moussa             | Arbitrage : Mohamed Ali Moussa |

### Troisième journée
| 9 octobre 2021 | Sénégal | 4 - 1   | Namibie | Stade Lat-Dior, Thiès              |                                    |
| 19h00 UTC      | Gueye 10e · Diédhiou 38e · Mané 54e · Baldé 83e | (2-0)   | 75e Kamatuka | Arbitrage : Ibrahim Kalilou Traoré | Arbitrage : Ibrahim Kalilou Traoré |
| 19h00 UTC      | I. Sarr 73e | Rapport | 45+2e Hanamub · 60e Kambindu · 87e Fredericks · | Arbitrage : Ibrahim Kalilou Traoré | Arbitrage : Ibrahim Kalilou Traoré |
| 19h00 UTC      | É. Mendy - Ciss (Ballo-Touré, 89e), Koulibaly , B. Sarr, A. Diallo - Gueye, Kouyaté (N. Mendy, 71e), Mané, Diatta (Baldé, 49e), I. Sarr (Dieng, 88e) - Diédhiou (H. Diallo, 72e) | Équipes | Vries - Gebhardt, Hanamub, Hambira, Kamberipa (Horaeb, 46e) - Hoaseb (Fredericks 81e), Hotto, Katjiteo (Papama, 81e) - Kambindu (Kamatuka, 70e), Iimbondi (Stephanus, 46e), Shalulile | Arbitrage : Ibrahim Kalilou Traoré | Arbitrage : Ibrahim Kalilou Traoré |

| 9 octobre 2021 | Togo                                 | 1 - 1   | Congo                                       | Stade de Kégué, Lomé          |                               |
| 16h00          | Placca Fessou 56e                    | (0-1)   | 21e (csc) Romao                             | Arbitrage : Sekou Ahmed Touré | Arbitrage : Sekou Ahmed Touré |
| 16h00          | Aholou 24e · Nane 87e · Klidje 90+4e | Rapport | 42e Makouta · 62e Tsouka Dozi · 86e Mayembo | Arbitrage : Sekou Ahmed Touré | Arbitrage : Sekou Ahmed Touré |

### Quatrième journée
| 12 octobre 2021 | Namibie | 1 - 3   | Sénégal | Orlando Stadium, Johannesbourg (Afrique du Sud) |                                        |
| 13h00           | Shalulile 27e | (1-1)   | 22e 51e 84e F. Diédhiou | Arbitrage : Athoumani Mohamed Youssouf          | Arbitrage : Athoumani Mohamed Youssouf |
| 13h00           | Petrus 45+3e · Horaeb 77e | Rapport | 73e Diallo · | Arbitrage : Athoumani Mohamed Youssouf          | Arbitrage : Athoumani Mohamed Youssouf |
| 13h00           | Kazapua - Gebhardt (Petrus, 44e (Handura, 46e)), Hanamub, Hambira, Horaeb - Hoaseb, Hotto (Shilongo, 85e), Stephanus (Kambindu 85e), Katjiteo, Shalulile - Kamatuka | Équipes | É. Mendy - Ciss (Ballo-Touré, 69e), Koulibaly , B. Sarr, A. Diallo - Gueye, Baldé (Dieng, 68e), Kouyaté, Mané, I. Sarr - Diédhiou (N. Mendy, 88e) | Arbitrage : Athoumani Mohamed Youssouf          | Arbitrage : Athoumani Mohamed Youssouf |

| 12 octobre 2021 | Congo         | 1 - 2   | Togo                           | Stade Alphonse-Massamba-Débat, Brazzaville |                                        |
| 16h00           | Mbenza 71e    | (0-1)   | 43e Placca Fessou · 77e Denkey | Arbitrage : Djindo Louis Houngnandande     | Arbitrage : Djindo Louis Houngnandande |
| 16h00           | Mabella 90+5e | Rapport | 28e Tchakei                    | Arbitrage : Djindo Louis Houngnandande     | Arbitrage : Djindo Louis Houngnandande |

### Cinquième journée
| 11 novembre 2021 | Congo      | 1 - 1   | Namibie       | Stade Alphonse-Massamba-Débat, Brazzaville |                             |
|                  | Mbenza 54e | (0 - 1) | 42e Shalulile | Arbitrage : Samuel Uwikunda                | Arbitrage : Samuel Uwikunda |
|                  | Rapport    |         |               | Arbitrage : Samuel Uwikunda                | Arbitrage : Samuel Uwikunda |

| 11 novembre 2021 | Togo                 | 1 - 1   | Sénégal         | Stade de Kégué, Lomé    |                         |
|                  | A. Cissé 45+1e (csc) | (1 - 0) | 90+3e H. Diallo | Arbitrage : Jalal Jayed | Arbitrage : Jalal Jayed |
|                  | Rapport              |         |                 | Arbitrage : Jalal Jayed | Arbitrage : Jalal Jayed |

### Sixième journée
| 14 novembre 2021 | Sénégal         | 2 - 0   | Congo | Stade Lat-Dior, Thiès       |                             |
|                  | I. Sarr 14e 24e | (2 - 0) |       | Arbitrage : Fabricio Duarte | Arbitrage : Fabricio Duarte |
|                  | Rapport         |         |       | Arbitrage : Fabricio Duarte | Arbitrage : Fabricio Duarte |

| 15 novembre 2021 | Namibie | 0 - 1   | Togo              | Orlando Stadium, Johannesbourg (Afrique du Sud) |                          |
|                  |         | (0 - 0) | Placca Fessou 88e | Arbitrage : Pierre Atcho                        | Arbitrage : Pierre Atcho |
|                  | Rapport |         |                   | Arbitrage : Pierre Atcho                        | Arbitrage : Pierre Atcho |

## Buteurs
Tableau mis à jour après les résultats de la 4e journée (incomplet)
| Position | Joueur               | Pays    | Buts |
| -------- | -------------------- | ------- | ---- |
| 1        | Famara Diédhiou      | Sénégal | 4    |
| 2        | Sadio Mané           | Sénégal | 3    |
| 3        | Guy Mbenza           | Congo   | 2    |
| -        | Euloge Placca Fessou | Togo    | 2    |
| 5        | Silvère Ganvoula     | Congo   | 1    |
| -        | Charles Hambira      | Namibie | 1    |
| -        | Joslin Kamatuka      | Namibie | 1    |
| -        | Elmo Kambindu        | Namibie | 1    |
| -        | Peter Shalulile      | Namibie | 1    |
| -        | Keita Baldé          | Sénégal | 1    |
| -        | Boulaye Dia          | Sénégal | 1    |
| -        | Abdou Diallo         | Sénégal | 1    |
| -        | Idrissa Gueye        | Sénégal | 1    |
| -        | Ismaïla Sarr         | Sénégal | 1    |
| -        | Kévin Denkey         | Togo    | 1    |